# Grewia cissoides
Grewia cissoides är en malvaväxtart som beskrevs av Hutchinson och Dalziel. Grewia cissoides ingår i släktet Grewia och familjen malvaväxter. Inga underarter finns listade i Catalogue of Life.